# Myriam Thélen
Marie Guérin, dite Myriam Thélen (épouse Nelet), est une autrice de langue française. Née en 1857 à Désertines et morte en 1929 à Paris, elle est l'auteur de romans sentimentaux.
De nombreux spécialistes font d'elle une précurseur des théories féministes de la fin du XXe siècle, en lien avec Marthe Bertheaume. Elle fut cependant marginalisée par les principaux courants féministes à cause de sa foi catholique, très présente dans ses écrits. Elle est à l'origine de la commande de plusieurs vitraux à Auguste Alleaume.
Elle meurt le 8 janvier 1929, en sa demeure à Paris 16e, et est enterrée dans sa ville natale selon ses souhaits.
Investie dans des œuvres sociales, elle lègue à la ville de Fougères un immeuble qui deviendra l'Œuvre Ste Marthe.